# Bibliographie sur le bassin minier du Nord-Pas-de-Calais

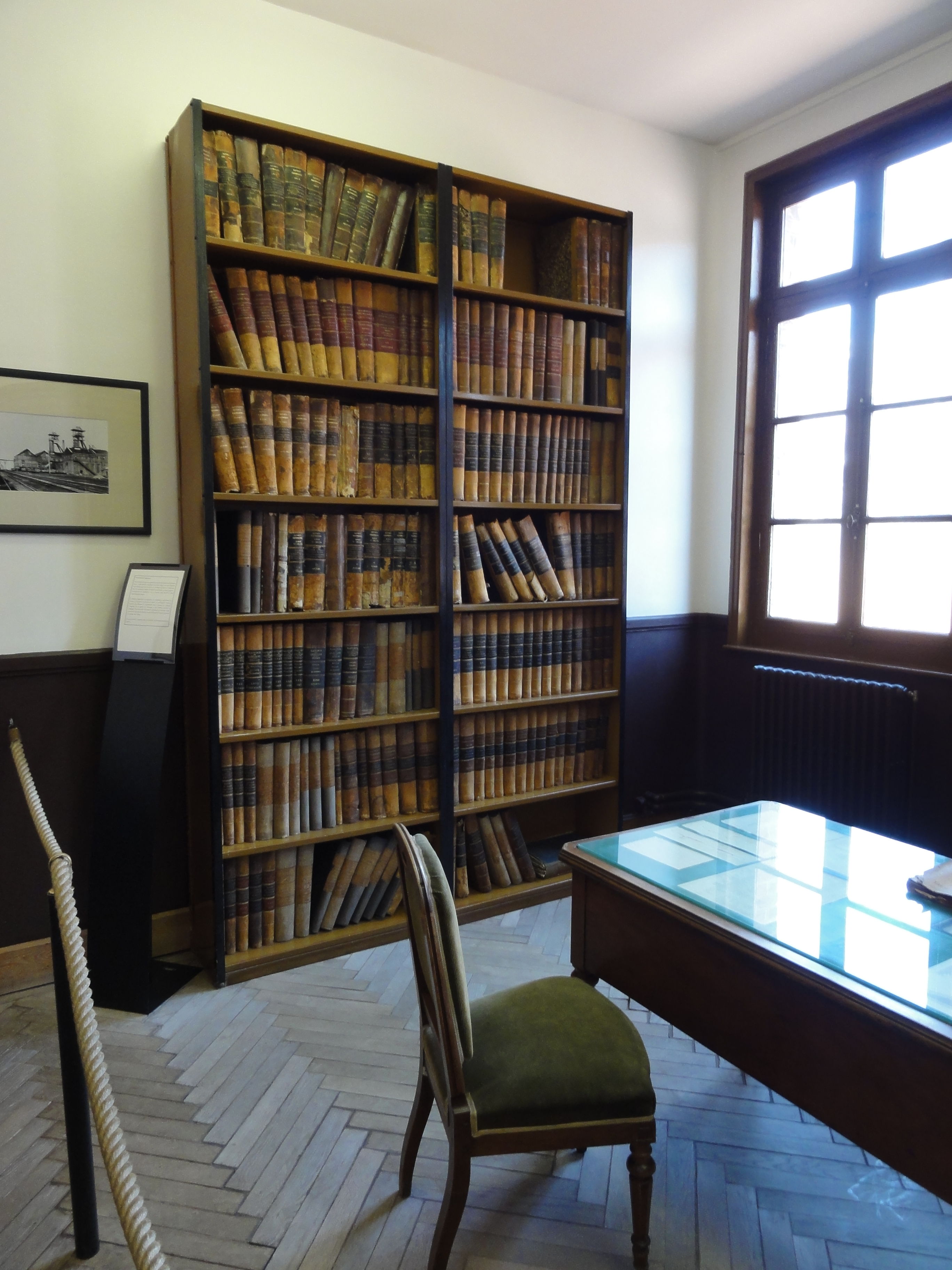
Des ouvrages conservés au Centre historique minier de Lewarde.

Cet article liste par ordre chronologique les ouvrages et les rapports traitant du bassin minier du Nord-Pas-de-Calais.
Les archives concernant l'exploitation dans le bassin minier sont conservées aux Archives nationales du monde du travail et au Centre historique minier de Lewarde.

## XIXesiècle

### Années 1840
- Édouard Grar, Histoire de la recherche, de la découverte et de l'exploitation de la houille dans le Hainaut français, dans la Flandre française et dans l'Artois, 1716-1791, t. I, Impr. de A. Prignet, Valenciennes, 1847, 400 p. (lire en ligne)
- Édouard Grar, Histoire de la recherche, de la découverte et de l'exploitation de la houille dans le Hainaut français, dans la Flandre française et dans l'Artois, 1716-1791, t. II, Impr. de A. Prignet, Valenciennes, 1848, 371 p. (lire en ligne)

### Années 1850
- Édouard Grar, Histoire de la recherche, de la découverte et de l'exploitation de la houille dans le Hainaut français, dans la Flandre française et dans l'Artois, 1716-1791, t. III, Impr. de A. Prignet, Valenciennes, 1850, 311 p. (lire en ligne)
- Amédée Burat, De la houille, traité théorique et pratique des combustibles minéraux (houille, anthracite, lignite, etc), Langlois et Leclercq, Paris, 1851 (lire en ligne)

### Années 1860
- Gabriel Glépin, De l'établissement des puits de mines dans les terrains ébouleux et aquifères (texte) : Construction et éboulement des fosses de Marles (Pas-de-Calais), Librairie Polytechnique de J. Baudry, éditeur, Paris, 1867, 385 p. (lire en ligne)
- Gabriel Glépin, De l'établissement des puits de mines dans les terrains ébouleux et aquifères (atlas) : Construction et éboulement des fosses de Marles (Pas-de-Calais), Librairie Polytechnique de J. Baudry, éditeur, Paris, 1867 (lire en ligne)
- Émile Dormoy, Topographie souterraine du bassin houiller de Valenciennes, Paris, Imprimerie Impériale, 1867, 296 p. (lire en ligne)

### Années 1870
- Émile Vuillemin, Nouvelle carte des bassins houillers du Nord et du Pas-de-Calais, Paul Dutilleux, Douai, 1875, 82 p. (BNF 31610382, lire en ligne)
- Ludovic Breton, Étude stratigraphique du terrain houiller d'Auchy-au-Bois : Théorie sur le prolongement au sud de la zone houillère du Pas-de-Calais, et comparaison des terrains houillers d'Auchy-au-Bois et du Boulonnais, Lille, Imprimerie Danel, 1877, 65 p. (BNF 30159489, lire en ligne)
- Émile Vuillemin, Les mines de houille d'Aniche : Exemple des progrès réalisés dans les houillères du nord de la France pendant un siècle, Dunod éditeur, Paris, 1878, 395 p.

### Années 1880
- Émile Vuillemin, Le Bassin Houiller du Pas-de-Calais. Tome I : Histoire de la recherche, de la découverte et de l'exploitation de la houille dans ce nouveau bassin, Imprimerie L. Danel, Lille, 1880, 348 p. (lire en ligne)
- Émile Vuillemin, Le Bassin Houiller du Pas-de-Calais. Tome II : Histoire de la recherche, de la découverte et de l'exploitation de la houille dans ce nouveau bassin, Imprimerie L. Danel, Lille, 1880, 410 p. (lire en ligne)
- Émile Vuillemin, Le Bassin Houiller du Pas-de-Calais. Tome III : Histoire de la recherche, de la découverte et de l'exploitation de la houille dans ce nouveau bassin, Imprimerie L. Danel, Lille, 1883, 358 p. (lire en ligne)
- Albert Olry, Bassin houiller de Valenciennes, partie comprise dans le département du Nord : Études des gîtes minéraux de la France, Imprimerie Quantin. Paris, 1886, 414 p. (BNF 37375919, lire en ligne)

### Années 1890
- Alfred Soubeiran, Études des gîtes minéraux de la France : Bassin houiller du Pas-de-Calais, sous-arrondissement minéralogique d'Arras, t. I, Imprimerie nationale, Paris, 1895, 344 p. (BNF 31386779, lire en ligne)
- Alfred Soubeiran, Études des gîtes minéraux de la France : Bassin houiller du Pas-de-Calais, sous-arrondissement minéralogique de Béthune, t. II, Imprimerie nationale, Paris, 1898, 399 p. (BNF 31386779, lire en ligne)

## XXesiècle

### Années 1900
- Albert Olry, Topographie souterraine du bassin houiller du Boulonnais ou bassin d'Hardinghen : Études des gîtes minéraux de la France, Imprimerie Nationale. Paris, 1904, 240 p. (lire en ligne)
- Jules Gosselet, Les assises crétaciques et tertiaires dans les fosses et les sondages du Nord de la France : Région de Douai, vol. I, Imprimerie nationale, Paris, 1904
- Jules Gosselet, Les assises crétaciques et tertiaires dans les fosses et les sondages du Nord de la France : Région de Lille, vol. II, Imprimerie nationale, Paris, 1906

### Années 1910
- Jules Gosselet, Les assises crétaciques et tertiaires dans les fosses et les sondages du Nord de la France : Région de Béthune, vol. III, Imprimerie nationale, Paris, 1911
- Jules Gosselet, Les assises crétaciques et tertiaires dans les fosses et les sondages du Nord de la France : Région de Valenciennes, vol. IV, Imprimerie nationale, Paris, 1913

### Années 1920
- Jules Gosselet, Les assises crétaciques et tertiaires dans les fosses et les sondages du Nord de la France : Étude topographique du soubassement paléozoïque des assises crétaciques et tertiaires dans la région du Nord de la France, vol. V, Imprimerie nationale, Paris, 1922 (lire en ligne)

### Années 1990
- Guy Dubois et Jean-Marie Minot, Histoire des Mines du Nord et du Pas-de-Calais : Des origines à 1939-45, t. I, 1991, 176 p.
- Guy Dubois et Jean-Marie Minot, Histoire des Mines du Nord et du Pas-de-Calais : De 1946 à 1992, t. II, 1992
- Bertrand Cocq et Guy Dubois, Histoire des mines de l'Artois, Imprimerie Léonce Deprez à Béthune, 1982, 162 p.
- Nada Breitman et Marc Breitman, Les maisons des mines dans le Nord et le Pas-de-Calais, Mauad Editora Ltda, 1995, 127 p. (ISBN 2-87009-617-8 et 9782870096178, lire en ligne)
- Bertrand Verfaillie (ill. Alain Le Toquin, René Dujardin), Terrils majeurs en sol mineur, La Chaîne des Terrils, 1996, 126 p. (ISBN 2-9510132-0-5)

## XXIesiècle

### Années 2000
- Gérard Bot, La Mine de Marchiennes, Cercle Historique du Val de Scarpe
- Béatrice Turpin, Les Mots de la mine, Paris, Maisonneuve et Larose, 2004, 220 p. (ISBN 2-7068-1734-8, lire en ligne)
- Collectif, Denain, la ville du charbon : L'évolution du patrimoine minier des débuts à nos jours, Valenciennes, École nationale des techniciens de l'équipement, Valenciennes, 2005, 80 p. (ISBN 2-11-095466-3)
- Gérard Dumont, Les trois âges de la mine : Le temps des pionniers, vol. 1 : 1820-1830, Lille, La Voix du Nord et Centre historique minier de Lewarde, avril 2007, 52 p. (ISBN 978-2-84393-107-9)
- Virginie Debrabant et Gérard Dumont, Les trois âges de la mine : L'ère du charbon roi, vol. 2 : 1830-1914, Lille, La Voix du Nord et Centre historique minier de Lewarde, septembre 2007, 52 p. (ISBN 978-2-84393-108-6)
- Virginie Debrabant, Les trois âges de la mine : De l'apogée au déclin, vol. 3 : 1914-1990, Lille, La Voix du Nord et Centre historique minier de Lewarde, décembre 2007, 52 p. (ISBN 978-2-84393-109-3)
- Jacques Messiant, Estaminets du Nord : Salons du peuple, La Voix du Nord, septembre 2004, 52 p. (ISBN 978-2-84393-078-2 et 2-84393-078-2)
- Collectif, Glossaire de la base de données « Access » des terrils du Nord et du Pas-de-Calais, La Chaîne des Terrils, Mission Bassin Minier, Bassin Minier Uni, 2009, 43 p.

### Années 2010
- Étude des aléas miniers du bassin minier du Nord-Pas-de-Calais : Zone 0, Boulonnais, Metz, Géodéris (lire en ligne)
- Caroline Morel, Christian Marion et Hervé Boullée, Étude des aléas miniers du bassin minier du Nord-Pas-de-Calais : Zone 1, Metz, Géodéris, 20 septembre 2010, 56 p. (lire en ligne)
- Étude des aléas miniers du bassin minier du Nord-Pas-de-Calais : Zone 1, évaluation des aléas miniers au droit du puits Gaspard de la concession de Vieux-Condé à Vieux-Condé, Metz, Géodéris, 25 juillet 2011, 9 p. (lire en ligne)
- Étude des aléas miniers du bassin minier du Nord-Pas-de-Calais : Zone 2, Béthunois, Metz, Géodéris (lire en ligne)
- Hervé Boullée et Christian Marion, Étude des aléas miniers du bassin minier du Nord-Pas-de-Calais : Zone 3, Metz, Géodéris, 12 octobre 2011, 67 p. (lire en ligne)
- Étude des aléas miniers du bassin minier du Nord-Pas-de-Calais : Zone 3, commune de Lourches, addendum au rapport principal, Metz, Géodéris, 9 juillet 2012, 5 p. (lire en ligne)
- Étude des aléas miniers du bassin minier du Nord-Pas-de-Calais : Zone 3, commune de Marquette-en-Ostrevant, Metz, Géodéris, 11 juillet 2012, 9 p. (lire en ligne)
- Hervé Boullée, Bernard Bertrand et Christian Marion, Étude des aléas miniers du bassin minier du Nord-Pas-de-Calais : Zone 4, Metz, Géodéris, 7 octobre 2011, 58 p. (lire en ligne)
- Hervé Boullée, Bernard Bertrand et Christian Marion, Étude des aléas miniers du bassin minier du Nord-Pas-de-Calais : Zone 5, Douai et environs, Metz, Géodéris, 2011, 53 p. (lire en ligne)
- Sorj Chalandon, Le Jour d'avant, Éditions Grasset & Fasquelle, 2017, 336 p. Roman sur la catastrophe minière de Liévin-Lens qui a fait 42 morts le 27 décembre 1974.